# Haďák
Haďák Jailbird, vlastním jménem Chester Turley, je fiktivní postava z amerického animovaného seriálu Simpsonovi. Je springfieldským recidivistickým zločincem, který je vždy zatčen, ale jen zřídka zůstává ve vězení. Poprvé se objevil v dílu Válka Simpsonových, ve kterém nebyl pojmenován, ale nosil vězeňské ID 7F20, což odpovídalo produkčnímu kódu epizody.
Jeho křestní jméno poprvé zmínil jeho spoluvězeň Levák Bob v epizodě 3. řady Černý vdovec. Ve scénáři se scenáristé pouze zmínili o postavě jménem Haďák a byli to režiséři, kteří k tomuto jménu přiřadili již existující design postavy. Server IGN Haďáka zařadil na 19. místo seznamu 25 nejlepších periferních postav Simpsonových.
V původním znění je dabérem Haďáka Hank Azaria.